# (21470) Frankchuang
(21470) Frankchuang (1998 HV97) – planetoida z pasa głównego asteroid okrążająca Słońce w ciągu 4,22 lat w średniej odległości 2,61 j.a. Odkryta 21 kwietnia 1998 roku.